# Oncopsis obstructa
Oncopsis obstructa är en insektsart som beskrevs av Dlabola 1963. Oncopsis obstructa ingår i släktet Oncopsis och familjen dvärgstritar. Inga underarter finns listade i Catalogue of Life.